# 셰레프 에롤루
셰레프 에롤루(튀르키예어: Şeref Eroğlu, 1975년 11월 25일~)는 튀르키예의 레슬링 선수, 체육행정가이다. 2004년 하계 올림픽 남자 그레코로만형 라이트급에서 은메달을 획득했고 세계 선수권 대회에서 금메달 1개, 은메달 1개를 획득했다.
2015년부터 튀르키예 레슬링 연맹 회장을 맡고 있다.